# Stranger in Moscow
Stranger in Moscow är en låt av sångaren Michael Jackson från USA. Låten finns med på hans musikalbum HIStory.
Själva originallåten floppade medan flera remixversioner toppade dans och klubblistorna vilket gjorde låten till Michael Jacksons största klubbhit. Resultaten var också bättre i Europa där singeln släpptes nära ett år tidigare än i USA, i Europa släpptes singeln i november 1996 medan den i USA släpptes i augusti 1997.
Förutom den sena släppningen fick "Stranger in Moscow" nära noll speltid på radio samt näst intill inget promotion från Sony Music USA. Placeringen som nr 91 gjorde den till Michael Jacksons största flopp på 20 år i USA.

## Låtlista

### Storbritannien Version 1
1. Stranger in Moscow (Album Version) 5:44
2. Stranger in Moscow (Charles "The Mixologist" Roane - Full Mix w/mute Drop) 4:30
3. Stranger in Moscow (Tee's Light AC Mix) 4.26
4. Stranger in Moscow (Tee's Freeze Radio) 3:36
5. Stranger in Moscow (Tee's In-House Club Mix) 6:43
6. Stranger in Moscow (TNT Frozen Sun Mix-Club) 6:41

### Storbritannien Version 2
1. Stranger in Moscow (Album Version) 5:44
2. Stranger in Moscow (Hani's Extended Chill Hop Mix R@B) 6:01
3. Stranger in Moscow (Hani's Num Club Mix) 10:15
4. Stranger in Moscow (Basement Boys Radio Mix) 4:03
5. Stranger in Moscow (Spensane Vocal Remix R@B) 4:42
6. Stranger in Moscow (12" Dance Clib Mix) 8:18

### USA Version 1
1. Stranger in Moscow (Album Version) 5:44
2. Stranger in Moscow (12' Dance Club Mix) 8:18
3. Stranger in Moscow (Hani's Num Club Mix) 10:15
4. Stranger in Moscow (Danger Dub Mix) 6.34
5. Stranger in Moscow (Hani's Num Radio) 10.12
6. Scream (Def Radio Mix) 3:20
7. Scream (Naughty Radio Edit With Rap) 4:30
8. Scream (Dave 'Jam' Hall's Extended Urban Remix) 4:35

### USA Version 2
1. Stranger in Moscow (Album Version) 5:44
2. Stranger in Moscow (Tee's Radio Mix) 4.12
3. Stranger in Moscow (Charles Roane's Full R& B Mix) 5.04
4. Stranger in Moscow (Hani's Num Radio Mix) 10.15
5. Stranger in Moscow (Tee's In-House Club Mix) 6.43
6. Stranger in Moscow (Basement Boys 12in Club Mix) 4.31
7. Stranger in Moscow (Hani's Extended Chill Hop Mix) 7.12
8. Off The Wall (Junior Vasquez Remix) 4.57

## Musikvideon
Den stilfulla svartvita musikvideon består i att Jackson vandrar nedför en gata allt runtomkring honom (som till exempel regnet och omgivande människor) händer i slowmotion.

## Liveframträdanden
- Stranger in Moscow framfördes under alla konserter under HIStory World Tour